# موسيقى أنتيغوا وباربودا
موسيقى أنتيغوا وبربودا ذات طابع أفريقي إلى حد كبير ولم تشعر إلا بتأثير محدود من الأساليب الأوروبية بسبب سكان أنتيغوا وبربودا المنحدرين في الغالب من غرب إفريقيا الذين جعلهم الأوروبيون عبيدا.
أنتيغوا وبربودا هي دولة كاريبية في سلسلة جزر الأنتيل الصغرى. تعد البلاد موطنا ثانيا للعديد من أنواع الموسيقى الشعبية في منطقة البحر الكاريبي ، وقد أنتجت نجوما في كاليبسووسوكا وستيل دروم وزوق وريغي. من بين هؤلاء يعد ستيلدروم و كاليبسو الأجزاء الأكثر تكاملا في الموسيقى الشعبية الحديثة في أنتيغوا. يتم استيراد كلا الأسلوبين من موسيقى ترينيداد وتوباغو.
لم يتم إجراء سوى القليل من الأبحاث الموسيقية حول أنتيغوا وبربودا بخلاف هذا. نتيجة لذلك  تستمد الكثير من المعرفة حول هذا الموضوع من الروايات والمقالات والمصادر الثانوية الأخرى.

## التاريخ
بدأت الموسيقى الموثقة في أنتيغوا وبربودا فقط مع اكتشاف أنتيغوا التي كان يسكنها آنذاك أرواك وكاريس بواسطة كريستوفر كولومبوس في عام 1493. ومع ذلك  لا تزال الموسيقى المبكرة للجزر قليلة الدراسة. توجد في ثمانينيات القرن الثامن عشر وثائق العمال الأفارقة المشاركين في الرقصات في الهواء الطلق مصحوبة بالبانجار (البانجو لاحقا وربما تتعلق بالبانجو) والتومبا (لاحقا توم توم) ، وهو طبل مزين بأناشيد الصدف والقصدير. [  بحلول عام 1 ، كانت كرات الاشتراك المتطورة شائعة ، وتقام كل أسبوعين مع رباعيات مشتقة من أوروبا مصحوبة بالكمان والدف والمثلث.
حلت كنائس الحقبة الاستعمارية والنشاط التبشيري محل موسيقى العبيد الأفارقة وأثرت عليها ، الذين تبنوا عناصر من الموسيقى الدينية المشتقة من أوروبا. العصابات النحاسية لجيش الخلاص هي مثال مهم. في منتصف إلى أواخر القرن 19 ، جاء عدد من العمال البرتغاليين بعقود إلى أنتيغوا ، حاملين معهم أنماطهم الموسيقية. عندما غادر معظم البرتغاليين في ثمانينيات القرن التاسع عشر ، تم جلب الموسيقى اللبنانية إلى الجزيرة من قبل المهاجرين من ذلك البلد.

## الموسيقى الشعبية
'خلال فترة الحكم الاستعماري الفرنسي منع العبيد الأفارقة من الاحتفال في الكرنفال. استمروا في القيام بذلك  سرا  في المنزل. يوجد تطور أسلوب أفرو كاريبي من الإيقاع والرقص والغناء يسمى بنا. في وقت لاحق أصبحت الموسيقى الشعبية في أنتيغوا وبربودا أكثر هيمنة على كاليبسو ترينيداد وستيبان.
معظم أشكال موسيقى أنتيغوا وبربودا الحديثة ليست أصلية في الجزر وقد تم استيرادها من فرنسا والمملكة المتحدة والولايات المتحدة وجامايكا وترينيداد. لا تزال أساليب الرقص الاستعمارية مثل قذف المرتفعات والكوادر الشائعة في شكل أفريقي. يمكن أن يعزى فقدان تقاليد أنتيغوا إلى عدم وجود ماض استعماري فرنسي (تحتفظ الجزر الفرنسية في جزر الأنتيل الصغرى بالكثير من الموسيقى والرقص المشتق من أفريقيا) ، وتأثير عائلة كودرينغتون القوية والهوية العرقية الأفريقية الموحدة نسبيا وعدم وجود هجرة أفريقية بعد ذروة استيراد العبودية، كذلك الوجود العسكري البريطاني في شيرلي هايتس والتاريخ الحديث للاقتصاد والحكومة غير المستقرين.

### مهرجان عيد الميلاد القديم
كان مهرجان عيد الميلاد القديم احتفالا مهما ثقافيا ، تم استبداله في عام 1957 بكرنفال مستوحى من ترينيداد. تضمن مهرجان عيد الميلاد في أنتيغون العديد من العناصر التي تم اعتمادها في الكرنفال الحديث.
تشمل تقاليد عيد الميلاد كلا من الموسيقى والرقص ، خاصة فيما يتعلق بالحفلات التنكرية والعصابات الحديدية. قذف المرتفعات هو رقصة شائعة في عيد الميلاد ، يتم لعبها أيضا في الكرنفال الحديث ، يؤديها أشخاص يرتدون التنورات الاسكتلندية والأقنعة المصنوعة من الأسلاك ويحملون سياط من جلد البقر. شارك الراقصون الذين يرتدون أوراق الموز وقرون الحيوانات في جون بول ، بينما استعرض الترانيم بأعمدة طويلة مغطاة بالفوانيس ، تسمى أشجار الترانيم ، يغنون بمرافقة كونسرتينا. كانت راقصات الركائز في الجلباب ، والتي تسمى موكو جمبي أو جومبا بين أو اشباح طويلة ، شائعة أيضا ، وكانت مصحوبة بغلاية وطبول باس ، فايف ، مثلث (تشبث تشينغ) وأنبوب ذراع الرافعة ، مصنوع من مفصل سباكة بطول متر واحد.

#### بينا
بينا (وبينا') هي أغنية شعبية أنتيغوا تم تقديمها بعد حظر العبودية. ركزت الأغاني عادة على الشائعات الفاضحة والبذيئة والقيل والقال ، وكانت في شكل اتصال واستجابة مع قائد وجمهور. ساعدت شعبية بينا وتشابهها مع كاليبسو في جعل الجزيرة تتقبل مقدمة هذا النوع. حاول المؤدي الحديث الملك قصير القميص إحياء البنا في السنوات الحديثة ، مع ألبومه عام 1977 التعاضد وهو عمل مؤثر بدأ في تحديث بينا بالوعي الاجتماعي والسياسي.
بحلول بداية القرن 20 ، أصبحت وسيلة للتواصل الشعبي ، ونشر الأخبار والتقارير من جميع أنحاء الجزيرة. في أربعينيات القرن العشرين و 1940 غنى مغني بينا الارتجالي يدعى جون "كوروكو" توماس قصصا محدثة عن الفضائح القانونية والشؤون الجنسية للطبقة العليا. تم سجنه في النهاية بسبب كلمات أغنية "كرواتيا" التي كانت تدور حول ابنة مواطن محترم وحملها السري أثناء وجودها في الدير.

##### الموسيقى الشعبية
في أنواع الموسيقى الشعبية الأخرى ، تشتهر أنتيغوا بأقدم وأنجح فرقة سوكا النيران المشتعلة ، التي حصلت على لقب مسيرة الطريق لسنوات عديدة ، كان آخرها عام 2005. موسيقي آخر معروف في أنتيغوا كان باتريك "جوني" غوميز ، الذي عمل ، من بين آخرين كثيرين ، مع عملاق كاليبسو مايتي سوالون. قد يكون أشهر موسيقي من السكان الأصليين في أنتيغوا وبربودا هو أوسكار ماسون ، الذي يعد ابنه أونيل أيضا عازف ترومبون مشهور. كان لاعبو مجتمع أنتيغوا نشطين لأكثر من 52 عاما ، حيث قاموا بأداء مجموعة متنوعة من الإنتاجات الموسيقية في العديد من الأساليب ، بما في ذلك أغنية أنتيغوا الشعبية ، بينا.
كان عازف جيتار الجاز رولاند برينس من أنتيغوا.
قام باسل هيل ، مالك شركة الملك ميداس للتسجيل في نيويورك ، ببناء ملهى ليلي دولي كبير يسمى الجو في عام 1978 ، مما خلق منفذا مباشرا للمغنين والفرق الموسيقية في أنتيغوا وبربودا.
استمر استيراد عناصر من الموسيقى عبر أنتيغوا وبربودا إلى الجزر في القرن 20 الأخير ، بما في ذلك موسيقى الإنجيل الإلكترونية للكنيسة المعمدانية الأمريكية ، وقرع الطبول الأفرو جامايكية للموسيقى الراستافارية.
كما نشأ المغني وكاتب الأغاني الألماني (را أو) الذي يبيع البلاتين في أنتيغوا ، والذي برع في الرقص وموسيقى البوب.

### كرنفال
كرنفال أنتيغون هو احتفال بالموسيقى والرقص يقام سنويا من نهاية يوليو إلى أول ثلاثاء من شهر أغسطس. أهم يوم هو يوم غفرت ، حيث تؤدي العصابات النحاسية والفولاذية لكثير من سكان الجزيرة. كرنفال بربودا في يونيو ، ويعرف باسم كاريبانا. حلت كرنفالات أنتيغوا وبربودا محل مهرجان عيد الميلاد القديم في عام 1957 ، على أمل إلهام السياحة في أنتيغوا وبربودا. تبقى بعض عناصر مهرجان عيد الميلاد في احتفالات الكرنفال الحديثة ، والتي تعتمد إلى حد كبير على كرنفال ترينيداد. جادل المؤلف فرانك مانينغ بأن هذا التغيير ، من تقاليد السكان الأصليين إلى العناصر الموجهة نحو السياحة ، قد قلل من أنتيغوا إلى "مناصب كأفراد خدمة و" تقليد الرجال "، مما سلب الثقافة سلامتها الطبيعية وتاريخها الثقافي ".

#### مهرجان الموسيقى
يعد مهرجان أنتيغوا وبربودا الدولي للموسيقى ، ايقاعات رومانسية ، إضافة جديدة إلى تشكيلة الصيف التي تبلغ ذروتها في أغسطس في احتفالات الكرنفال سيئة السمعة. ومن المتوقع أن يصبح المهرجان نظيرا منافسا للكرنفال، ويمكن أن يصبح في نهاية المطاف الحدث الموسيقي الرائد في منطقة البحر الكاريبي بأكملها. في السنة الأولى من تأسيسه ، كان المهرجان الموسيقي يضم بالفعل بعضا من أفضل الفنانين في العالم.

##### ستيلمان
يأتي الفولاذ في العديد من الأشكال المختلفة ، ويسمى تجميعه أوركسترا فولاذية. تتكون الأربطة الفولاذية تقليديا من قطع معدنية قديمة مثل القديمة أو جنوط الإطارات أو الأنابيب الفولاذية. يمكن العثور على الأوركسترا الفولاذية والعصابات الحديدية في أنتيغوا في الكنائس وفي العديد من القرى ، وقد اشتهرت منذ تقديمها. كل كرنفال هناك مسابقة الدبلجة أفضل فرقة في الجزيرة. أكبر وأقدم أوركسترا فولاذية في أنتيغوا لا تزال تتنافس هي بوابة الجحيم. يقال أن فرقة القوة الفولاذية الغاشمة كانت أول فرقة فولاذية تسجل ألبومها.
تطورت الأوركسترا الفولاذية إلى استخدام أدوات عالية التقنية تصل تكلفتها إلى 1500 دولار أمريكي لآلة واحدة. يتم شحذ هذه المقالي بدقة من الأسطوانة الفولاذية ، وغرقها وحرقها على نار ساخنة ، ومطلية بالكروم ومضبوطة. تم إتقان هذه العملية في ترينيداد وتوباغو وتصديرها إلى أنتيغوا وبربودا من خلال التعاون المختلفة بين العديد من الفرق في كلتا الدولتين الجزريتين.

###### كاليبسو
تم غناء كاليبسو في جميع أنحاء منطقة البحر الكاريبي الناطقة باللغة الإنجليزية ، واستخدامها الفقراء كمنصة للتعليق الاجتماعي والسياسي ، باستخدام استعارات معقدة وإشارات فولكلورية لإخفاء معناها للغرباء. في وقت لاحق ، ابتداء من ستينيات القرن العشرين ، تم تطوير نوع شعبي من كاليبسو للاستخدام في الفنادق السياحية. كان أول فندق كاليبسو نيان هم قميص اسود ، رسم و داديان ، الذين رافقتهم مجموعة وترية من قيثارتي غيتار باس (تم إنشاؤه من برميل زيت). بدأ كرنفال أنتيغوا ومسابقة انتيغون كاليبسو كينغ في عام 1960. كان الملك في ذلك العام ستايلر. شهدت هذه الحقبة أيضا نموا في كاليبسو الوطنية ، مع التركيز على الشعور الناشئ بالقومية المنتصرة في أعقاب الحكم الذاتي المتزايد. بحلول منتصف ستينيات القرن العشرين ، سيطر اثنان من كاليبسو نيان المتنافسين على المشهد في أنتيغوا ، زيماكي واللورد كناري. واستمر صراعهم كما الملك قميص قصير والتنافس السنونو خلال سبعينيات و ثمانينيات القرن العشرين. في منتصف ثمانينيات القرن العشرين ، ظهرت السنة اللهب المشتعلة ، وفازت في مسيرة الطريق مع " ضيق أنيق" في عام 1957. لقد حققوا إشادة في عموم منطقة البحر الكاريبي.
من الواضح أن نوع الموسيقى الذي يسمى الآن كاليبسو له جذور قوية في ترينيداد وتوباغو ، ولكن سيكون من غير الدقيق الإشارة إلى أن هذه الموسيقى بدأت في أي جزيرة واحدة. كل جزيرة في منطقة البحر الكاريبي لديها شكل من أشكال الموسيقى يشبه "كايسو" ، ويشار إليه بشكل أكثر شيوعا باسم كاليبسو. من غير الدقيق أن نعزو أصل كاليبسو إلى أي جزيرة. في بليز ، يطلقون على اختلافهم بونتا. في أنتيغوا يسمون بينا.
خاصة في الجزر الناطقة باللغة الإنجليزية وبليز ، أثرت الجذور الثقافية الأفريقية بشكل كبير على إيقاعات وأشكال الموسيقى. كل هذه الأشكال الموسيقية تستعير إيقاعات من موسيقى هاي لايف في غرب إفريقيا وقد دمجت موسيقى البوب و R &B في أمريكا الشمالية مع الإيقاعات اللاتينية أمريكا الوسطى والجنوبية وكوبا لتشكيل أنواع موسيقية متميزة لها اختلافات كبيرة في الجزر التي تأثرت بالفرنسيين، كما أن الزوق والإيقاع هي اختلافات شائعة أخرى.

## سوكا
كان باستكاتو المميز هو إنشاء اللورد شورتي الراحل من باراك بور ، ترينيداد وتوباغو ، وصعد إلى الشهرة باسم اللورد شورتي مع أغنيته الناجحة عام 1963 "الساعة والخنجر". بدأ في كتابة الأغاني والأداء في نوع كاليبسو. في سبعينيات القرن العشرين ، بدأ تجربة كاليبسو من خلال مزجها مع الصلصة المحلية - موسيقى سكان ترينيداد الهنود الشرقيين - باستخدام أدوات مثل السيتار والطبلة. أطلق على الأسلوب اسم "سوكا".